# 1953년
1953년은 목요일로 시작하는 평년이다.

## 사건
- 1월 9일 - 다대포 앞바다에서 여객선 창경호 침몰 사고가 발생하다.
- 2월 4일 - 제주도 근해상에서 제1다이호마루 사건이 발생, 선박이 나포되었고 어민 1명이 사망하였다.
- 4월 21일 - 새 국무총리에 백두진이 임명되었다.
- 4월 25일 - 제임스 왓슨과 프랜시스 크릭 박사, DNA의 이중나선 구조에 관한 논문을 네이처誌에 발표하다.
- 5월 25일 - 세계 최초 초음속 전투기 노스아메리칸 F-100 슈퍼세이버탄생
- 5월 29일 - 에드문드 힐러리 卿과 쉐르파 텐징 노르가이, 세계 최초로 에베레스트 산 정상에 오르다.
- 6월 2일 - 엘리자베스 2세, 웨스트민스터 사원에서 영국 국왕으로 즉위하는 대관식 거행.
- 7월 27일 - 한국 전쟁 휴전.
- 8월 3일 - 유엔 중립국 감시위원회, 판문점에 군사정전위원회 본부 설치.
- 8월 6일 - 월북시인 임화(林和), 조선민주주의인민공화국에서 `미국 스파이'로 몰려 처형.
- 8월 7일 - 평양방송, 박헌영 등 남로당 계인사 12명 숙청사실 발표.
- 8월 8일 - 변영태 외무장관과 존 포레스트 덜레스 미 국무장관, 청와대서 한미상호방위조약 가조인.
- 8월 15일 - 한국전쟁으로 부산으로 옮겼던 대한민국 정부가 서울로 돌아옴.
- 8월 20일 - 소련, 수소폭탄 첫 실험 성공.
- 9월 21일 - 조선민주주의인민공화국 조선인민군 공군 노금석 대위, MIG-15를 몰고 대한민국으로 귀순.
- 9월 24일 - 할리우드에서 첫 시네마스코프 영화 《성의》 상영.
- 10월 1일 - 한미상호방위조약, 미국 워싱턴 D.C.서 조인.
- 10월 3일 - 대한민국 정부, 신형법 공포 시행.
- 10월 6일 - 제3차 한일회담 개막.(10일 결렬)
- 10월 11일 - 라몬 막사이사이 후보, 필리핀 대통령에 당선.
- 10월 14일 - 키비아 학살, 아리엘 샤론이 지휘하는 이스라엘 군이 요르단강 서안 지구를 공격, 50명 이상이 살해되었다.
- 10월 14일 - 요시프 브로즈 티토, 유고슬라비아 사회주의 연방공화국 대통령에 선출되다.
- 10월 15일 - 영국 핵실험이 오스트레일리아 사우스오스트레일리아주 에뮤 필드에서 실시되다.
- 대한민국이 원화에서 환화으로 화폐 단위를 바꾸다.
- 미국 시카고 대학에서 밀러 실험 실시.
- 스웨덴 알름훌트에 이케아의 첫 번째 매장이 열리다.

## 문화
- 2월 1일 - 일본 NHK 도쿄 텔레비전이 본방송을 시작하다.
- 8월 1일 - CJ제일제당, 부산 전포동에서 설립.
- 8월 5일 - 판문점에서 남북 포로 교환 시작.
- 8월 28일 - 일본 최초 민영 방송국인 닛폰 TV 방송망 개국과 동시에 세이코 사 제공으로 일본 최초의 TV 광고가 방영되었다.
- 10월 11일 - 대한민국 최초의 자체 제작 항공기인 부활호가 만들어졌다.

## 탄생

### 1월
- 1월 1일
  - 미국의 정치인, 뉴멕시코주지사 게리 존슨.
  - 미국의 배우 일레인 카오.
  - 미국의 배우, 가수, 작곡가 겸 작사가, 음악가 티토 라리바.
- 1월 3일 - 레바논의 모델 주르지나 리즈크.
- 1월 4일 - 대한민국의 교육자 이동섭.
- 1월 5일
  - 대한민국의 농구 선수 김동광.
  - 대한민국의 제빵사 김영모.
- 1월 6일
  - 독일의 전 축구 선수 만프레트 칼츠.
  - 오스트레일리아의 음악가, 기타리스트 맬컴 영. (~2017년)
- 1월 8일 - 미국의 야구 선수 브루스 수터. (~2022년)
- 1월 10일 - 대한민국의 축구 선수, 축구 감독 허정무.
- 1월 14일 - 대한민국의 언론인, 정치인, 제18대 국회의원 장세환.
- 1월 15일 - 대한민국의 배우 신동훈.
- 1월 17일 - 일본의 탁구 선수 야마이즈미 카즈코. (~2024년)
- 1월 21일 - 미국의 기업가 폴 앨런. (~2018년)
- 1월 22일
  - 대한민국의 레슬링 선수 양정모.
  - 대한민국의 지휘자, 피아니스트 정명훈.
  - 미국의 영화감독 짐 자무시.
- 1월 24일
  - 대한민국의 정치인 김춘진.
  - 대한민국 제19대 대통령 문재인.
  - 대한민국의 성우 장정진. (~2004년)
- 1월 26일 - 대한민국의 야구 선수 김정수. (~2014년)
- 1월 28일
  - 대한민국의 정치인 김영덕.
  - 대한민국의 양궁인 김기희.
- 1월 29일
  - 중화민국의 가수 등려군. (~1995년)
  - 대한민국의 과학자, 수의사 황우석.

### 2월
- 2월 1일
  - 대한민국의 바둑 기사 서봉수.
  - 대한민국의 기초의원 한병수. (~2023년)
- 2월 2일 - 미국의 미식축구 선수 마이크 패닝. (~2022년)
- 2월 6일 - 대한민국의 식품공학자, 교육인 이원종.
- 2월 10일 - 대한민국의 전 야구 선수, 현 야구 코치 이홍범.
- 2월 11일 - 미국의 정치가 젭 부시.
- 2월 14일 - 오스트리아의 전 축구 선수, 현 축구 감독 한스 크랑클.
- 2월 15일
  - 대한민국의 정치인 이재근.
  - 대한민국의 전 교수 하수호.
- 2월 16일 - 대한민국의 가수 태진아.
- 2월 18일
  - 대한민국의 언어학자 김두식.
  - 대한민국의 정치인, 제15·16·19·20·21대 국회의원 정우택.
- 2월 19일 - 아르헨티나의 대통령 크리스티나 페르난데스.
- 2월 21일 - 미국의 배우 윌리엄 루이스 피터슨.
- 2월 22일 - 대한민국의 배우 이계영. (~2023년)
- 2월 23일 - 홍콩의 싱어송라이터 겸 영화배우 중전타오.
- 2월 24일 - 대한민국의 가야금 연주자 문재숙.
- 2월 25일 - 대한민국의 배우 김영철.
- 2월 26일 - 미국의 싱어송라이터 마이클 볼튼.

### 3월
- 3월 2일 - 대한민국의 기업인 구자열.
- 3월 3일
  - 브라질의 전 축구 선수, 현 축구 감독 지쿠.
  - 영국의 싱어송라이터, 기타리스트 로빈 히치콕.
- 3월 4일 - 대한민국의 바둑 기사 장두진. (~2020년)
- 3월 5일 - 대한민국의 전 배구 선수 조혜정.
- 3월 11일 - 대한민국의 야구 선수 정현발. (~2023년)
- 3월 16일
  - 대한민국의 기업인 박상진.
  - 프랑스의 배우 이자벨 위페르.
  - 미국의 프로그래머 리처드 스톨만.
- 3월 18일 - 대한민국의 의원 김동근.
- 3월 19일 - 미국의 뮤지션 빌리 시언.
- 3월 21일 - 쿠바의 권투 선수 에밀리오 코레아. (~2024년)
- 3월 22일 - 대한민국의 정치인 장종태.
- 3월 23일 - 미국의 싱어송라이터 샤카 칸.
- 3월 24일 - 미국의 영화배우 루이 앤더슨. (~2022년)
- 3월 26일 - 미국의 공무원 일레인 차오.
- 3월 28일 - 대한민국의 정치인 주옥순.

### 4월
- 4월 3일 - 대한민국의 전 야구 선수, 현 야구 코치 계형철.
- 4월 7일 - 대한민국의 정치인 남유진.
- 4월 8일 - 대한민국의 공무원 안철식. (~2009년)
- 4월 9일
  - 대한민국의 경제학자, 금융인 이동걸.
  - 미국의 예술가 민영순. (~2024년)
  - 대한민국의 쌍용그룹 제3대 회장, 기업인 김석준.
- 4월 11일
  - 영국의 수학자 앤드루 와일스.
  - 대한민국의 승려 법륜.
- 4월 13일 - 일본의 정치인 스즈키 슌이치.
- 4월 14일 - 홍콩의 영화 감독 쩡즈웨이.
- 4월 20일
  - 대한민국의 기업인, 정치인 이준원. (~2004년)
  - 미국의 색소폰 연주자 제임스 챈스. (~2024년)
- 4월 23일
  - 대한민국의 바둑 출신 정치인 조훈현.
  - 대한민국의 배우 신신애.
- 4월 24일 - 대한민국의 야구 선수 황규봉. (~2016년)
- 4월 26일
  - 대한민국의 가수 김수희.
  - 대한민국의 바둑 기사 박종렬. (~2020년)

### 5월
- 5월 5일 - 대한민국의 교수 최광식.
- 5월 6일 - 영국의 정치가 토니 블레어.
- 5월 7일 - 대한민국의 외교관 박준우. (~2024년)
- 5월 11일
  - 대한민국의 배우 정진각.
  - 스페인의 배우 키티 만베르.
- 5월 15일 - 헝가리의 펜싱 선수 콜초너이 에르뇌. (~2009년)
- 5월 16일 - 아일랜드의 배우 피어스 브로스넌.
- 5월 17일
  - 일본의 배우 시마다 요코. (~2022년)
  - 카자흐스탄의 대통령 카심조마르트 토카예프.
- 5월 19일 - 미국의 영화감독 앨버트 피언. (~2022년)
- 5월 20일 - 대한민국의 정치인 김성수.
- 5월 22일 - 대한민국의 전 축구 선수, 현 축구 감독 차범근.
- 5월 24일
  - 대한민국의 배우 김일우. (~2004년)
  - 아르헨티나의 전 축구 선수, 현 축구 감독 다니엘 파사레야.
- 5월 25일
  - 대한민국의 배우 곽정희.
  - 대한민국의 뮤지컬 배우 김봉환.
  - 아르헨티나의 전 축구 선수, 현 축구 감독 다니엘 파사레야.
  - 아르헨티나의 전 축구 가에타노 시레아. (~1989년)
- 5월 28일 - 대한민국의 배우 문성근.
- 5월 29일 - 미국의 작곡가 대니 엘프먼.

### 6월
- 6월 1일 - 대한민국의 배우 이도경.
- 6월 6일 - 대한민국의 성우 한수경.
- 6월 7일
  - 대한민국의 전 국회의원 강기갑.
  - 체코의 영화배우 리부셰 샤프란코바. (~2021년)
  - 남아프리카 공화국의 인기 뮤지션 자니 클레그.
- 6월 15일
  - 중국의 최고지도자, 공산당 총서기, 중앙군사위원회 주석, 중화인민공화국의 주석 시진핑.
  - 대한민국의 국회의원 전순옥.
- 6월 16일 - 대한민국의 방송인 엄기백.
- 6월 19일 - 미국의 배우 켄 데이비션.
- 6월 21일 - 파키스탄의 정치인 베나지르 부토.
- 6월 22일 - 미국의 음악가 신디 로퍼.
- 6월 27일
  - 대한민국의 정치인 신창현.
  - 일본의 애니메이션 미술감독 야마모토 니조. (~2023년)
- 6월 28일 - 대한민국의 배우 안인숙.

### 7월
- 7월 4일 - 대한민국의 공무원 신경섭. (~2006년)
- 7월 10일 - 대한민국의 정치인 최낙정. (~2023년)
- 7월 12일 - 일본의 전 야구 선수 마유미 아키노부.
- 7월 13일 - 대한민국의 테니스 선수 이덕희.
- 7월 14일 - 일본의 정치인, 외무대신 오카다 가쓰야.
- 7월 15일 - 아이티의 대통령 장베르트랑 아리스티드.
- 7월 17일 - 대한민국의 이슬람 학자 이희수.
- 7월 19일
  - 일본의 정치인 나카가와 쇼이치. (~2009년)
  - 아르헨티나의 축구 선수 레네 오우세만. (~2018년)
  - 대한민국의 군인 최윤희.
- 7월 26일 - 대한민국의 축구 선수, 종교인, 행정가 이영무.
- 7월 27일
  - 대한민국의 국회의원 정동영.
  - 대한민국의 정치인 권재진. (~2020년)
- 7월 28일 - 대한민국의 학원인 한상희.
- 7월 29일 - 미국의 패션 컨설턴트이자 방송인 팀 건.

### 8월
- 8월 1일
  - 대한민국의 기자 출신 방송기관단체인 유연채.
  - 미국의 블루스 음악가 로버트 크레이.
- 8월 4일
  - 대한민국의 승려 이광영. (~2021년)
  - 일본의 전 야구 선수, 전 야구 감독 나시다 마사타카.
- 8월 8일
  - 대한민국의 희극인 엄영수.
  - 미국의 군인, 28대 국방부 장관 로이드 오스틴.
  - 대한민국의 공무원, 전 장관 권지관.
- 8월 9일 - 대한민국의 배우 연운경.
- 8월 11일 - 미국의 프로레슬러 헐크 호건.
- 8월 17일 - 대한민국의 기업인 이병환.
- 8월 18일 - 대한민국의 가수 배철수.
- 8월 19일
  - 대한민국의 정치인 신경민.
  - 대한민국의 배우 최용민.
  - 이탈리아의 영화감독 난니 모레티.
- 8월 25일 - 대한민국의 언론 출신 공무원, 사회기관단체인 김성진. (~2025년)
- 8월 26일 - 탄자니아의 정치인 에드워드 로와사. (~2024년)
- 8월 29일 - 대한민국의 심리학자 이우금.

### 9월
- 9월 3일 - 말리의 전기공학자 아마둔 투레.
- 9월 4일 - 터키의 전 축구 선수, 현 축구 감독 파티흐 테림.
- 9월 6일 - 미국의 배우 패티 야스타케. (~2024년)
- 9월 9일
  - 대한민국의 정치인 박홍률.
  - 러시아의 기업인 알리셰르 우스마노프.
- 9월 12일 - 미국의 전 양궁 선수 존 윌리엄스.
- 9월 14일 - 대한민국의 문화예술인 나기철.
- 9월 15일 - 대한민국의 지휘자 임헌정.
- 9월 17일 - 대한민국의 소설가, 정치인 김한길.
- 9월 19일
  - 대한민국의 정치인 장하성.
  - 인도의 언어학자 프로발 다슈굽토.
- 9월 22일
  - 프랑스의 정치인 세골렌 루아얄.
  - 미국의 외교관 캐슬린 스티븐스.
- 9월 25일 - 대한민국의 공무원 김진규.
- 9월 27일
  - 대한민국의 언론인 조대현.
  - 대한민국의 변호사, 정치인 유선호.
- 9월 28일
  - 대한민국의 교육인 김기표.
  - 대한민국의 가수 조덕환. (~2016년)
  - 대한민국의 변호사, 정치인 유선호.
- 9월 29일
  - 대한민국의 희극인 문영미.
  - 미국의 배우 드레이크 허지스틴. (~2024년)

### 10월
- 10월 3일 - 대한민국의 배우 오미연.
- 10월 10일
  - 미국의 농구 선수 거스 윌리엄스. (~2025년)
  - 스코틀랜드의 기타 연주자, 가수, 사회운동가 밋지 유르.
- 10월 11일 - 미국의 배우 데이비드 모스.
- 10월 12일 - 대한민국의 기업인 김영윤.
- 10월 15일 - 미국의 가수 티토 잭슨. (~2024년)
- 10월 17일 - 대한민국의 시인 박남철.
- 10월 18일 - 대한민국의 정치인 박덕흠.
- 10월 20일 - 대한민국의 공예가, 교수 조성혜.
- 10월 24일 - 독일의 축구 선수 크리스토프 다움. (~2024년)
- 10월 27일 - 미국의 야구 선수 U. L. 워싱턴. (~2024년)
- 10월 28일 - 대한민국의 가수, 배우 박영규.
- 10월 31일 - 대한민국의 기업인 신창재.

### 11월
- 11월 1일 - 대한민국의 정치인, 지방의원 한병수. (~2023년)
- 11월 8일 - 대한민국의 지휘자 최선용.
- 11월 10일 - 대한민국의 가수 강은철.
- 11월 13일 - 미국의 배우 트레이시 스코긴스.
- 11월 17일
  - 대한민국의 정치인 최규식.
  - 이탈리아의 배우, 가수 리나 사스트리.
- 11월 18일 - 영국의 만화가 앨런 무어.
- 11월 20일 - 대한민국의 정치인 홍준표.
- 11월 22일 - 이탈리아의 군인 클라우디오 그라치아노. (~2024년)
- 11월 23일 - 대한민국의 기업인 린다 김.
- 11월 28일
  - 일본의 가수 오오누키 타에코.
  - 영국의 정치인 앨리스터 달링. (~2023년)
- 11월 29일 - 대한민국의 전 야구 선수, 현 야구 감독 김무관.

### 12월
- 12월 1일 - 미국의 생물학자 빅터 앰브로스.
- 12월 3일
  - 대한민국의 건축사, 정치인 김영종.
  - 대한민국의 공무원 정광수. (~2021년)
- 12월 8일 - 미국의 배우 킴 베이싱어.
- 12월 9일
  - 대한민국의 경제학자 김기원. (~2014년)
  - 미국의 배우 존 말코비치.
  - 일본의 전 야구 선수, 현 야구 감독 오치아이 히로미쓰.
- 12월 13일
  - 미국의 경제학자 벤 버냉키.
  - 대한민국의 기업가 우종범.
  - 대한민국의 경영학자 예종석.
- 12월 15일 - 대한민국의 배우 안옥희. (~1993년)
- 12월 17일 - 미국의 배우 빌 풀먼.
- 12월 18일 - 대한민국의 정치인 김재철.
- 12월 19일 - 대한민국의 축구 선수 허정무.
- 12월 26일
  - 도미니카 공화국의 대통령 레오넬 페르난데스.
  - 에스토니아의 대통령 토마스 헨드릭 일베스.
  - 대한민국의 교육자, 정치인 김승환.
- 12월 27일 - 대한민국의 국악인 김영임.
- 12월 28일 - 영국, 프랑스의 피아니스트, 작곡가 리샤르 클레데르망.
- 12월 29일 - 독일의 전 펜싱 선수 토마스 바흐.
- 12월 31일 - 미국의 배우, 가수 제인 배들러.

### 미상
- 대한민국의 공직자 김진영.
- 대한민국의 문학평론가 홍정선. (~2022년)
- 대한민국의 사회학자 김왕식. (~2024년)
- 대한민국의 배우 이호성.
- 대한민국의 외교관 황정일. (~2007년)
- 대한민국의 서울특별시 강남구의원 강준규.
- 대한민국의 경상북도 김천시의원 강준규.
- 대한민국의 언론인, 공무원 김성.
- 대한민국의 경기도 평택시의원 김태환.
- 대한민국의 경상북도 군위군의원 이종화.
- 일본의 정치인 다카하시 요시노부.
- 일본의 건축가 다카하시 히로시.
- 일본의 아나운서 야마모토 히로시.

## 사망

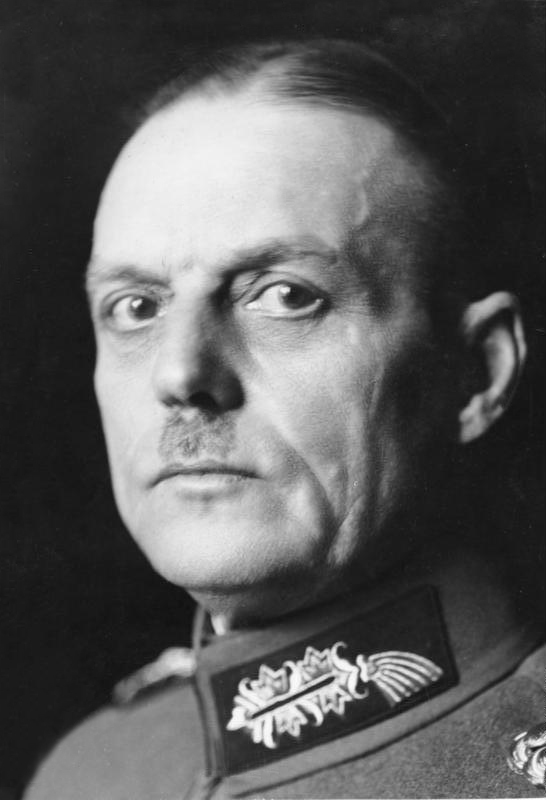
게르트 폰 룬트슈테트

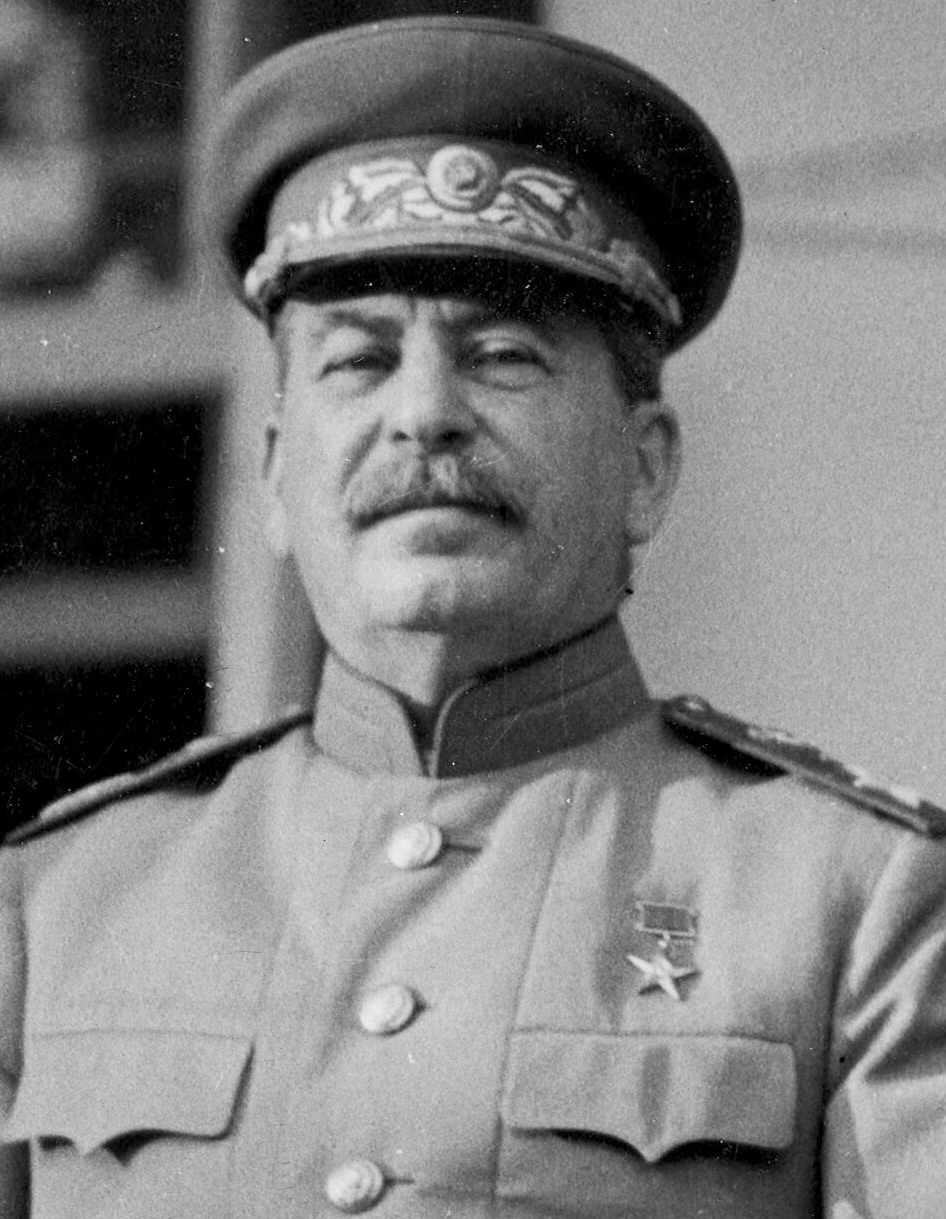
이오시프 스탈린

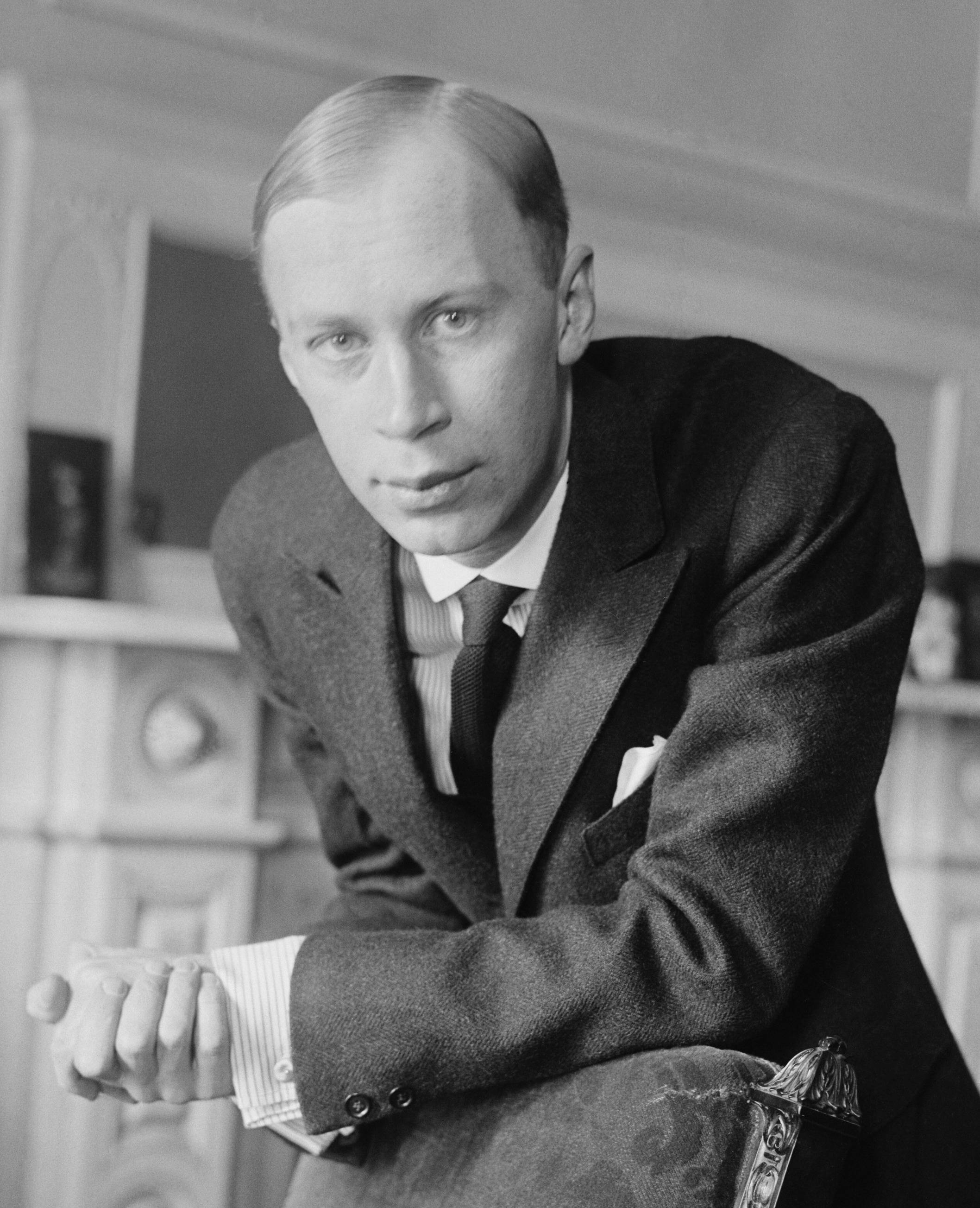
세르게이 프로코피예프

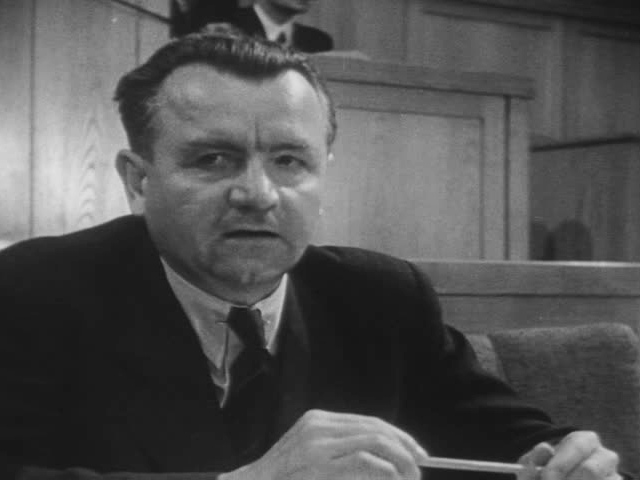
클레멘트 고트발트

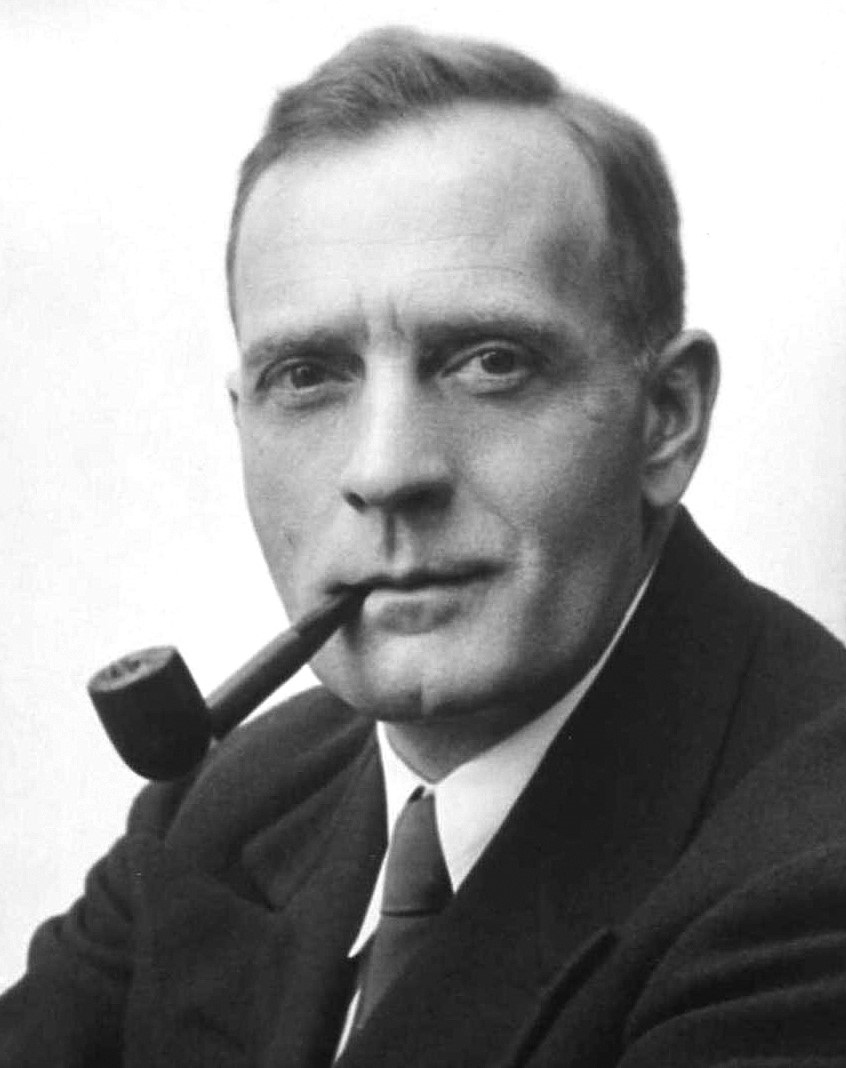
에드윈 허블

- 2월 24일 - 나치 독일의 군인 게르트 폰 룬트슈테트. (1875년~)
- 3월 5일
  - 소비에트 연방의 정치인 이오시프 스탈린. (1878년~)
  - 러시아의 작곡가 세르게이 프로코피예프. (1891년~)
- 3월 14일 - 체코슬로바키아의 정치인 클레멘트 고트발트. (1896년~)
- 4월 4일 - 루마니아의 왕 카롤 2세. (1893년~)
- 4월 19일 - 대한민국의 독립운동가·정치인, 교육자 이시영. (?~)
- 4월 29일 - 폴란드와 프랑스의 화가 모이즈 키슬링. (1891년~)
- 5월 21일 - 독일의 수학자·철학자 에른스트 체르멜로. (1871년~)
- 9월 7일 - 일본의 군인 아베 노부유키. (1875년~)
- 9월 28일 - 미국의 천문학자 에드윈 허블. (1889년~)

## 노벨상
- 문학상:
- 물리학상: 프리츠 제르니커
- 생리학 및 의학상:
- 평화상:
- 화학상:

## 달력
| 1월 |    |    |    |    |    |    |
| 일  | 월 | 화 | 수 | 목 | 금 | 토 |
|     |    |    |    | 1  | 2  | 3  |
| 4   | 5  | 6  | 7  | 8  | 9  | 10 |
| 11  | 12 | 13 | 14 | 15 | 16 | 17 |
| 18  | 19 | 20 | 21 | 22 | 23 | 24 |
| 25  | 26 | 27 | 28 | 29 | 30 | 31 |

| 2월 |    |    |    |    |    |    |
| 일  | 월 | 화 | 수 | 목 | 금 | 토 |
| 1   | 2  | 3  | 4  | 5  | 6  | 7  |
| 8   | 9  | 10 | 11 | 12 | 13 | 14 |
| 15  | 16 | 17 | 18 | 19 | 20 | 21 |
| 22  | 23 | 24 | 25 | 26 | 27 | 28 |

| 3월 |    |    |    |    |    |    |
| 일  | 월 | 화 | 수 | 목 | 금 | 토 |
| 1   | 2  | 3  | 4  | 5  | 6  | 7  |
| 8   | 9  | 10 | 11 | 12 | 13 | 14 |
| 15  | 16 | 17 | 18 | 19 | 20 | 21 |
| 22  | 23 | 24 | 25 | 26 | 27 | 28 |
| 29  | 30 | 31 |    |    |    |    |

| 4월 |    |    |    |    |    |    |
| 일  | 월 | 화 | 수 | 목 | 금 | 토 |
|     |    |    | 1  | 2  | 3  | 4  |
| 5   | 6  | 7  | 8  | 9  | 10 | 11 |
| 12  | 13 | 14 | 15 | 16 | 17 | 18 |
| 19  | 20 | 21 | 22 | 23 | 24 | 25 |
| 26  | 27 | 28 | 29 | 30 |    |    |

| 5월 |    |    |    |    |    |    |
| 일  | 월 | 화 | 수 | 목 | 금 | 토 |
|     |    |    |    |    | 1  | 2  |
| 3   | 4  | 5  | 6  | 7  | 8  | 9  |
| 10  | 11 | 12 | 13 | 14 | 15 | 16 |
| 17  | 18 | 19 | 20 | 21 | 22 | 23 |
| 24  | 25 | 26 | 27 | 28 | 29 | 30 |
| 31  |    |    |    |    |    |    |

| 6월 |    |    |    |    |    |    |
| 일  | 월 | 화 | 수 | 목 | 금 | 토 |
|     | 1  | 2  | 3  | 4  | 5  | 6  |
| 7   | 8  | 9  | 10 | 11 | 12 | 13 |
| 14  | 15 | 16 | 17 | 18 | 19 | 20 |
| 21  | 22 | 23 | 24 | 25 | 26 | 27 |
| 28  | 29 | 30 |    |    |    |    |

| 7월 |    |    |    |    |    |    |
| 일  | 월 | 화 | 수 | 목 | 금 | 토 |
|     |    |    | 1  | 2  | 3  | 4  |
| 5   | 6  | 7  | 8  | 9  | 10 | 11 |
| 12  | 13 | 14 | 15 | 16 | 17 | 18 |
| 19  | 20 | 21 | 22 | 23 | 24 | 25 |
| 26  | 27 | 28 | 29 | 30 | 31 |    |

| 8월 |    |    |    |    |    |    |
| 일  | 월 | 화 | 수 | 목 | 금 | 토 |
|     |    |    |    |    |    | 1  |
| 2   | 3  | 4  | 5  | 6  | 7  | 8  |
| 9   | 10 | 11 | 12 | 13 | 14 | 15 |
| 16  | 17 | 18 | 19 | 20 | 21 | 22 |
| 23  | 24 | 25 | 26 | 27 | 28 | 29 |
| 30  | 31 |    |    |    |    |    |

| 9월 |    |    |    |    |    |    |
| 일  | 월 | 화 | 수 | 목 | 금 | 토 |
|     |    | 1  | 2  | 3  | 4  | 5  |
| 6   | 7  | 8  | 9  | 10 | 11 | 12 |
| 13  | 14 | 15 | 16 | 17 | 18 | 19 |
| 20  | 21 | 22 | 23 | 24 | 25 | 26 |
| 27  | 28 | 29 | 30 |    |    |    |

| 10월 |    |    |    |    |    |    |
| 일   | 월 | 화 | 수 | 목 | 금 | 토 |
|      |    |    |    | 1  | 2  | 3  |
| 4    | 5  | 6  | 7  | 8  | 9  | 10 |
| 11   | 12 | 13 | 14 | 15 | 16 | 17 |
| 18   | 19 | 20 | 21 | 22 | 23 | 24 |
| 25   | 26 | 27 | 28 | 29 | 30 | 31 |

| 11월 |    |    |    |    |    |    |
| 일   | 월 | 화 | 수 | 목 | 금 | 토 |
| 1    | 2  | 3  | 4  | 5  | 6  | 7  |
| 8    | 9  | 10 | 11 | 12 | 13 | 14 |
| 15   | 16 | 17 | 18 | 19 | 20 | 21 |
| 22   | 23 | 24 | 25 | 26 | 27 | 28 |
| 29   | 30 |    |    |    |    |    |

| 12월 |    |    |    |    |    |    |
| 일   | 월 | 화 | 수 | 목 | 금 | 토 |
|      |    | 1  | 2  | 3  | 4  | 5  |
| 6    | 7  | 8  | 9  | 10 | 11 | 12 |
| 13   | 14 | 15 | 16 | 17 | 18 | 19 |
| 20   | 21 | 22 | 23 | 24 | 25 | 26 |
| 27   | 28 | 29 | 30 | 31 |    |    |

### 음양력 대조 일람
| 음력월 | 월건 | 대소 | 음력 1일의 양력 월일 | 음력 1일 간지 |
| ------ | ---- | ---- | -------------------- | ------------- |
| 1월    | 갑인 | 소   | 2월 14일             | 병신          |
| 2월    | 을묘 | 대   | 3월 15일             | 을축          |
| 3월    | 병진 | 소   | 4월 14일             | 을미          |
| 4월    | 정사 | 소   | 5월 13일             | 갑자          |
| 5월    | 무오 | 대   | 6월 11일             | 계사          |
| 6월    | 기미 | 대   | 7월 11일             | 계해          |
| 7월    | 경신 | 소   | 8월 10일             | 계사          |
| 8월    | 신유 | 대   | 9월 8일              | 임술          |
| 9월    | 임술 | 대   | 10월 8일             | 임진          |
| 10월   | 계해 | 소   | 11월 7일             | 임술          |
| 11월   | 갑자 | 대   | 12월 6일             | 신묘          |
| 12월   | 을축 | 대   | 1954년 1월 5일       | 신유          |